# Jakov Zeldovič
Jakov Borisovič Zeldovič (bjel. Я́каў Бары́савіч Зяльдо́віч, rus. Я́ков Бори́сович Зельдо́вич; Minsk, Bjelorusija, 8. ožujka 1914. – Moskva, Rusija, 2. prosinca 1987.), također poznat kao YaB, bio je sovjetski fizičar, koji je poznat po svom plodnom doprinosu u područjima kozmologije i fizike termonuklearnih i hidrodinamičkih fenomena.
Od 1943., Zeldovič je igrao ključnu ulogu u razvoju sovjetskog projekta nuklearne bombe. Godine 1963., vratio se na akademiju kako bi započeo s pionirskim doprinosima temeljnom razumijevanju termodinamike crnih rupa i proširivanju opsega kozmologije.
Rođen je u obitelji bjeloruskih Židova. Četiri mjeseca nakon njegovog rođenja, obitelj se preselila iz rodnoga Minska u Bjelorusiji u Sankt Peterburg. U svibnju 1931. postao je asistent na Institutu za kemijsku fiziku Ruske akademije znanosti. Godine 1936. obranio je diplomski rad o adsorpciji i katalizi na heterogenim površinama, uključujući Freundlichovu adsorpcijsku izotermu. Godine 1939. obranio je doktorat o oksidaciji dušika, danas poznat kao termički NOx ili Zeldovič NOx. U kolovozu 1941. on i njegov institut zbog njemačke invazije evakuirani su u Kazanj. Godine 1943. Zeldovič se preselio u Moskvu, kako bi radio s Igorom Kurčatovom na nuklearnom oružju Sovjetskog Saveza do listopada 1963. Razvio je teoriju nuklearnih lančanih reakcija.
Godine 1952. počeo je raditi na elementarnim česticama i njihovim interakcijama. Predvidio je beta raspad pi-mezona. Zajedno sa Semjonom Gershteinom pronašao je analogiju između slabe nuklearne sile i elektromagnetizma. Izabran je za člana Akademije znanosti SSSR-a 20. lipnja 1958. Godine 1960. predvidio je katalizu miona nuklearnom fuzijom deuterija.
Bio je šef odjela Instituta za primijenjenu matematiku SSSR-a od 1965. do siječnja 1983. Od 1965. bio je profesor fizike na Moskovskom državnom sveučilištu i voditelj relativističke astrofizičke katedre za astronomiju Sternberg.
Radio je na teoriji evolucije vrućeg svemira nakon velikog praska, svojstvima pozadine kozmičkog mikrovalnog zračenja, strukturi svemira u velikim razmjerima i teoriji crnih rupa. On i Rašid Šunajev predviđali su, da će svemirsko mikrovalno pozadinsko zračenje mikrovalno-inverznim Comptonovim raspršivanjem doživjeti Šunajev-Zeldovič efekt. Mjerenja putem WMAP-a od strane Benjamina Bernsteina potvrdila su njegovu teoriju.
Radio je na astrofizici i fizikalnoj kozmologiji i tvrdio je neovisno od Edwina Salpetera, da je akrecijski disk oko crne rupe odgovoran za zračenje kvazara.
Stephen Hawking započeo je rad na teoriji nazvanoj Hawkingovo zračenje nakon posjeta Moskvi 1973., gdje su mu Jakov Zeldovič i Aleksej Starobinskij dokazali da bi, prema kvantnomehaničkom načelu neodređenosti, crne rupe s kutnim zamahom trebale stvarati i emitirati čestice.
Godine 1977. dodijeljena mu je zajedno s Fjodorom Sjapirom, medalja Kurčatov, najveća nagrada Sovjetskog Saveza za nuklearnu fiziku za predviđanje svojstava ultrahladnih neutrona, njihovo otkriće i njihova istraživanja. Dobitnik je i ordena Lenjina i drugih priznanja.